# Son gosse
Pour plus de détails, voir Fiche technique et Distribution.
Son gosse (titre original : Young Donovan's Kid) est un film américain Pré-Code réalisé par Fred Niblo, sorti en 1931.
Il s'agit du remake du film muet de 1923 : Son grand frère (Big Brother) d'Allan Dwan.

## Synopsis
Dans le New York des années 1920, lorsque le gangster Ben Murray est tué dans une fusillade entre gangs rivaux, Jim Donovan, chef de gang, s'occupe d'élever le fils de celui-ci, Midge Murray, avec l'aide d'un prêtre, le père Dan, et de la jeune Kitty Costello. Donovan est lentement transformé par l'effet que Midge et Kitty produisent sur sa personne. Les deux jeunes tombent amoureux. Donovan abandonne le crime et s'engage dans un travail honnête.
Cependant, Midge est emmené dans un centre correctionnel. Anéanti, Donovan en perd la raison et déclare la guerre aux autorités. Kitty parvient à l'apaiser. Alors que Donovan attend avec impatience le retour de Midge, Kitty se voit voler les cinq mille dollars qu'elle transportait de l'usine sidérurgique à la banque. La police soupçonne Donovan du vol et l'arrête. Il échappe à la garde à vue et recherche les vrais coupables qui ont commis le vol. Il récupère l'argent, mais est gravement blessé lors d'une fusillade. Avant de s'effondrer, Donovan parvient à restituer les fonds volés à la police. Lui et Kitty se déclarent leur flamme, et la police promet qu'ils pourront bientôt retrouver Midge.

## Fiche technique
- Titre  original : Young Donovan's Kid
- Réalisation : Fred Niblo
- Scénario : J. Walter Ruben d'après le livre de Rex Beach
- Direction artistique : Max Rée
- Photographie : Edward Cronjager
- Société de production : RKO Pictures
- Pays d'origine : États-Unis
- Format : noir et blanc - pellicule : 35 mm - projection : 1.37:1 - son : Mono
- Genre : mélodrame
- Durée : 77 minutes
- Dates de sortie :
  - États-Unis : 21 mai 1931 (Première à New York)
  - États-Unis : 6 juin 1931
  - France : 18 août 1933

## Distribution
- Jackie Cooper : Midge Murray
- Richard Dix : Jim Donovan
- Marion Shilling : Kitty Costello
- Frank Sheridan : Père Dan
- Boris Karloff : Cokey Joe
- Dick Rush : Burke
- Fred Kelsey : Collins
- Richard Alexander : Ben Murray
- Harry Tenbrook : Spike Doyle
- Wilfred Lucas : Duryea
- Frank Beal : McConnell